# Johannes Varwick

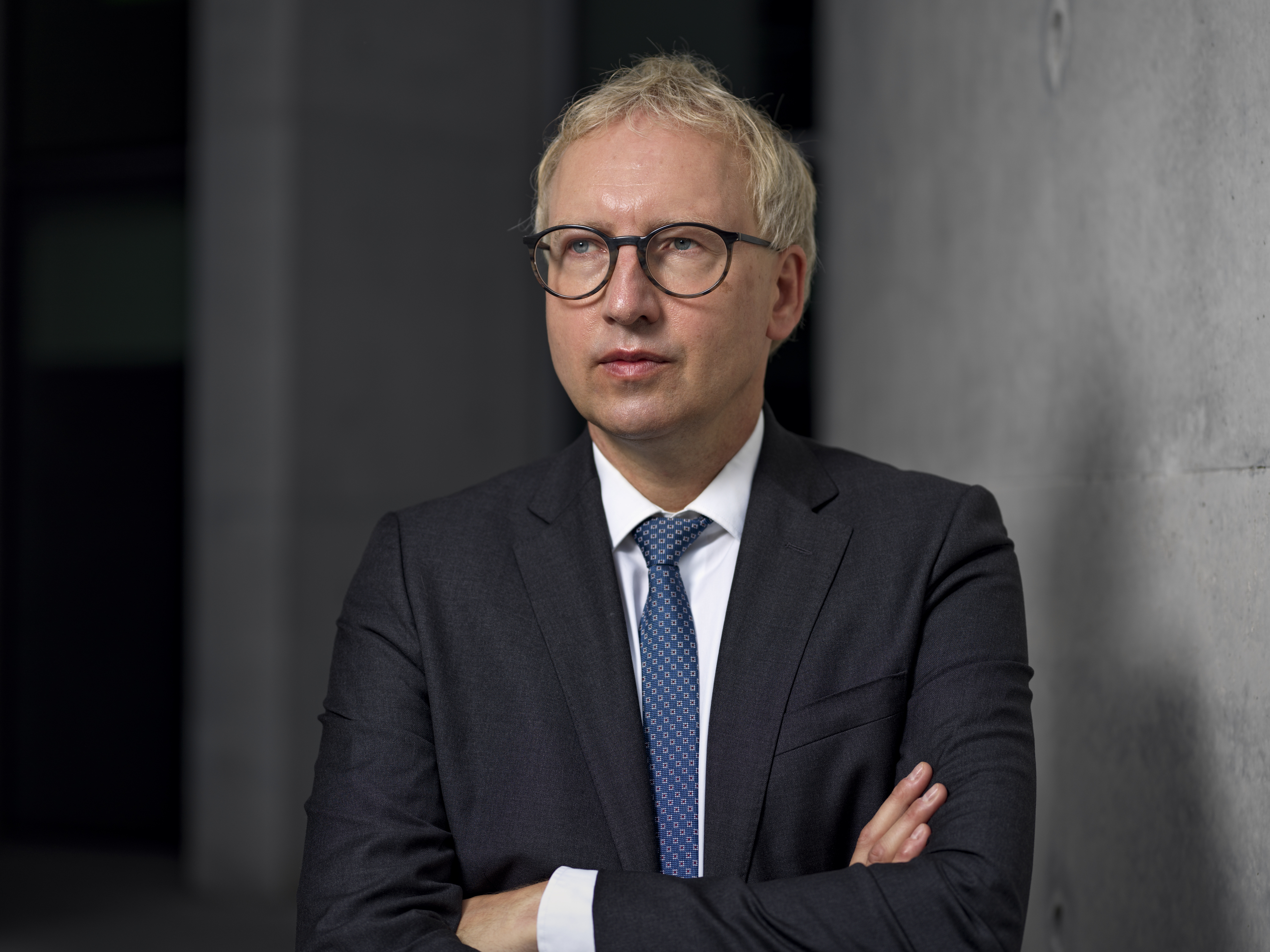
Johannes Varwick (2022)

Johannes Varwick (* 28. Februar 1968 in Aschaffenburg) ist ein deutscher Politikwissenschaftler. Er ist seit 2013 Lehrstuhlinhaber für Internationale Beziehungen und europäische Politik an der Martin-Luther-Universität Halle-Wittenberg und seit Mai 2024 Präses des Wissenschaftlichen Forums für Internationale Sicherheit (WIFIS). Von 2019 bis 2021 war er Präsident der Gesellschaft für Sicherheitspolitik.

## Leben
Johannes Varwick studierte von 1991 bis 1995 Politikwissenschaft, Rechtswissenschaft und Wirtschaftspolitik in Münster und Leeds. Von 1995 bis 1998 absolvierte er als Stipendiat der Friedrich-Naumann-Stiftung ein Promotionsstudium (Thema: Sicherheit und Integration in Europa) bei Wichard Woyke am Institut für Politikwissenschaft der Westfälischen-Wilhelms-Universität Münster.
In den folgenden Jahren war er Fellow am Wissenschaftszentrum NRW des Kulturwissenschaftlichen Instituts Essen (KWI) sowie Leiter des Bereichs europäische Sicherheitspolitik am Forschungsinstitut der Deutschen Gesellschaft für Auswärtige Politik (DGAP) in Berlin. 2000 war er Fellow der Dräger-Stiftung in Chicago. In den Jahren 2000 bis 2003 war er wissenschaftlicher Assistent für Internationale Politik am Institut für Internationale Politik der Universität der Bundeswehr Hamburg. 2003 war er Fellow am State Department in Washington, D.C. Von 2003 bis 2009 war Varwick Juniorprofessor für Politikwissenschaft mit den Schwerpunkten Europäische Integration und Internationale Organisationen an der Christian-Albrechts-Universität zu Kiel. Im September/Oktober 2009 war er Inhaber des Theodor-Heuss-Chair am Department of International Studies des Instituto Tecnológico Autónomo de México in Mexiko-Stadt. Von 2009 bis 2013 war er Professor für Politische Wissenschaft an der Universität Erlangen-Nürnberg.
Seit März 2013 ist er Professor für Internationale Beziehungen und europäische Politik an der Martin-Luther-Universität Halle-Wittenberg.
Im Mai 2019 wurde Varwick als Nachfolger von Ulrike Merten zum Präsidenten der Gesellschaft für Sicherheitspolitik gewählt. Im Juli 2021 trat er von dem Amt zurück. Kommissarisch wurde Jürgen Höche zum Nachfolger ernannt. Im Mai 2024 wurde er als Nachfolger von Michael Staack zum Präses des „Wissenschaftlichen Forum Internationale Sicherheit“ (WIFIS) gewählt.
Varwick ist verheiratet mit der Theologin Anja Middelbeck-Varwick und Vater von vier Kindern.

## Forschungsschwerpunkte
Er forscht zu den Themenbereichen internationale Organisationen (insbesondere Vereinte Nationen, NATO und EU), Europäisierung, internationale Sicherheit, deutsche und europäische Außenpolitik und internationale Ordnungspolitik und Probleme des Multilateralismus. Sein besonderes Engagement gilt der Politikberatung und der Politischen Bildungsarbeit.

## Mitgliedschaften und Tätigkeiten
Von 2008 bis 2011 war er Mitglied des Advisory Panels des NATO Committee for Science for Peace and Security. Von 2009 bis 2019 war er Mitglied im VN-politischen Beirat des Auswärtigen Amts. 2014 wurde er Mitglied des Beirates der Clausewitz-Gesellschaft. Zwischen 2016 und 2019 war er Vizepräsident der Gesellschaft für Sicherheitspolitik, deren Präsident er 2019 wurde. Seit 2017 ist Varwick Mitglied des Präsidiums der Deutschen Gesellschaft für die Vereinten Nationen. Varwick berät verschiedene Ministerien, u. a. war er an der Erarbeitung des 2016 erschienenen „Weißbuchs zur Sicherheit und zur Zukunft der Bundeswehr“ beteiligt und trägt regelmäßig zu sicherheitspolitischen Themen in der Öffentlichkeit vor.
Varwick gehört u. a. der Deutschen Gesellschaft für die Vereinten Nationen, der Deutschen Gesellschaft für Politikwissenschaft, der Deutschen Atlantischen Gesellschaft und der Deutschen Gesellschaft für Auswärtige Politik an. Von 2007 bis 2015 war er Mitherausgeber der Fachzeitschrift Politische Bildung. Seit 2015 ist er Herausgeber der Nachfolgezeitschrift „Politikum“. Er ist zudem Mitherausgeber mehrerer Buchreihen im Nomos Verlag (United Nations and Global Change) und im Wochenschau-Verlag und Mitglied im Editorial Advisory Board der Zeitschrift für Außen- und Sicherheitspolitik sowie Herausgeber der Reihe „GSP-Einblicke“.

## Positionen

### Europäische Strategische Forschung
Varwick hat im Frühjahr 2015 an der Universität Halle-Wittenberg die Forschungsgruppe „Interdisciplinary Research Group on the Europeanisation of Strategic Policies“ (IRESP) gegründet. Dort werden Projekte bearbeitet, deren thematische Gemeinsamkeit in der Europäisierung strategischer Politikbereiche und Themen besteht. Varwick versteht diese als komplexe Interaktion zwischen europäischer und nationalstaatlicher Ebene und untersucht nicht ausschließlich die EU, sondern auch andere multilaterale Formate, z. B. europäische Positionierungen in „Koalitionen der Willigen“ oder europäische Positionierungen in sonstigen Club-Governance- und Multilateralismus-Formaten. Varwick vertritt einen intergouvernementalen Politikbegriff in einer eher staatswissenschaftlichen Tradition.

### Praxisnähe der Forschung zu Internationalen Beziehungen
Zudem sieht Varwick den Sinn und den Zweck politikwissenschaftlicher Analyse in erster Linie in der Anwendung von Wissen in politischer Praxis sowie der politischen Bildung von Bürgerinnen und Bürgern. Er kritisiert insbesondere die praxisferne Ausbildung im Feld der internationalen Beziehungen (IB). Ein Blick in die Themen- und Verlaufspläne von Einführungsvorlesungen in die internationale Politik an deutschen Universitäten lasse vermuten, dass mehrheitlich die Theorie der IB – die zudem immer feingliedriger und in einer nur noch für eine sehr kleine Zahl an Spezialisten nachvollziehbarer Weise siliert werde – für die IB selbst gehalten werde. Ein praxisorientiertes Verständnis werde an Universitäten kaum noch vermittelt, sondern fände eher auf Ebene der Think Tanks und Beratungsinstitute statt. Damit marginalisiere sich die universitäre IB-Forschung selbst. Das gelte auch für die Überbetonung von methodischen Fragen. Varwick plädiert dafür, dass Methoden am Untersuchungsgegenstand bzw. der Fragestellung und an den genutzten Theorien ausgerichtet und nicht Gegenstand von ‚Glaubenskonflikten‘ sein sollten.

### Positionen zur AfD
In einem offenen Brief an die AfD, der in diversen Medien Beachtung fand, reagierte er auf die Einrichtung von „Meldeportalen“ durch die AfD, u. a. in Sachsen-Anhalt, dem Bundesland, in dem Varwick lehrt. Über diese Online-Meldeportale können Schüler und Studenten Lehrende an die AfD melden, die die AfD im Unterricht kritisieren. Auf sarkastische Weise formulierte er in dem Brief die Absicht, der AfD „diese Arbeit gerne“ abzunehmen, in Form von mehreren „Geständnissen“. Unter anderem schrieb er: „Wir gestehen, dass wir die Zeit des Nationalsozialismus nicht als kleinen ‚Vogelschiss‘ behandelt haben“, eine Anspielung auf eine entsprechende Äußerung des damaligen AfD-Parteivorsitzenden Alexander Gauland. 2023 formulierte er sechs Thesen im Umgang mit der AfD, in denen er u. a. für mehr Selbstbewusstsein von Demokraten plädierte und davor warnte, gegenüber den Rechtsextremen die „Nazikeule“ zu schwingen. Nicht alle Funktionäre und Mitglieder der AfD seien rechtsextrem, aber die Partei dulde und fördere rechtsextremistische Positionen. Wer sich mit diesem Wissen noch in der AfD engagiere oder sie wähle, wisse, was er oder sie tue, und spiele zunehmend mit dem Feuer. Dies gelte es in jeder Debatte zu verdeutlichen. Zugleich sei es notwendig, die Positionen der AfD im offenen Diskurs anzugehen, als Demokrat offensiv die inhaltliche und sachliche Auseinandersetzung zu suchen und argumentativ dagegenzuhalten.
Im Januar 2024 initiierte Varwick einen Aufruf zur Prüfung eines AfD-Verbots, der von mehr als 50 Professorinnen und Professoren der Universität Halle unterschrieben wurde. Zugleich sprach er sich dafür aus, ein Verfahren einzuleiten, um dem Rechtsextremisten Björn Höcke bestimmte Grundrechte zu entziehen.

### Positionen zum Krieg in der Ukraine
Zu Beginn einer erhitzten Phase des Russland-Ukraine-Kriegs Ende 2021 war Varwick der Initiator eines Appells zur Deeskalation von Dutzenden Militärs, Sicherheits- und Friedensforschern sowie Diplomaten. Die mehrheitlich als Transatlantiker eingeschätzten Unterzeichner sahen eine sicherheitspolitische Lage, in der ein Krieg in den Bereich des Möglichen rücke. Deswegen formulierte der Appell einige realpolitische Schritte, um kurzfristig möglichen Schaden für Europa und die Weltgemeinschaft zu begrenzen und schrittweise die Gefährdung durch einen gewaltsamen Konflikt zu reduzieren. Varwick plädierte auch für einen Neutralitätsstatus der Ukraine, was von anderer Seite kritisch als De-facto-Finnlandisierung der Ukraine bezeichnet wird. Varwick warb für ein längeres und nachhaltiges Gesprächsformat zwischen den Staaten, das er mit dem Prozess der Konferenz über Sicherheit und Zusammenarbeit in Europa (KSZE) verglich.
Unmittelbar nach dem russischen Überfall auf die Ukraine plädierte Varwick im März 2022 angesichts einer von ihm erwarteten schnellen Einnahme der Hauptstadt Kiew für die Bildung einer ukrainischen Exilregierung im Ausland. Das Ziel Russlands sei „die Verhinderung einer weiteren Ausweitung der NATO“, Waffenlieferungen lehne er ab, da diese „nichts am Kräftegleichgewicht ändern, sondern den Konflikt nur blutiger und länger“ machten.
Im weiteren Verlauf des Krieges sprach Varwick sich dafür aus, die unterstützenden Waffenlieferungen des Westens und der osteuropäischen Staaten an die Ukraine einzustellen. Seinen Vorstellungen nach würden stattdessen zu führende Verhandlungen zu einer Demilitarisierung der Ukraine führen können, die dann als unabhängiger Staat mit westlichen Sicherheitsgarantien weiterbestehen könne. In der Talkshow Maischberger sagte er im Juni 2022: „Die Ukraine ist sowieso verloren.“ Zusammen mit anderen Intellektuellen forderte er Ende Juni 2022 in einem Appell „den Westen auf, den Ukraine-Krieg durch Verhandlungen zu beenden“.
Das „Zentrum gegen Desinformation“ des nationalen Sicherheits- und Verteidigungsrats der Ukraine setzte Varwick zusammen mit Rolf Mützenich, Marine Le Pen, Alice Schwarzer, Kim Dotcom und weiteren auf eine Liste von Personen, die Desinformationen und russische Propaganda-Narrative verbreiten würden. Die Bundesregierung hat nach Bekanntwerden der Liste die Ukraine mehrfach aufgefordert, eine öffentliche Listung von Persönlichkeiten als Gegner der Ukraine zu unterbinden.
Im Februar 2023 war Varwick Erstunterzeichner der von Sahra Wagenknecht und Alice Schwarzer initiierten Petition Manifest für Frieden im Ukraine-Russland-Krieg an Olaf Scholz, ein Aufruf gegen „die Eskalation der Waffenlieferungen“ an die Ukraine. Noch im selben Monat zog er seine Unterschrift wieder zurück, da bei den Unterzeichnern zunehmend Personen in Erscheinung träten, mit denen er nicht gemeinsam genannt werden wolle, und weil Wagenknechts Aussage im Vorfeld der in Berlin veranstalteten Kundgebung Aufstand für Frieden, „dass alle willkommen seien, die reinen Herzens für Frieden sind“, ihm im Hinblick auf die Abgrenzung gegenüber Rechtsextremen und Russlandunterstützern „zu wenig“ gewesen sei. Die Intention der Petition unterstütze er weiterhin.
Ebenfalls im Februar 2023 forderte er auf einer Podiumsdiskussion ein „Einfrieren“ des Konfliktes. In einer anzustrebenden Verhandlungslösung werde Russland sicherlich Teile der Ukraine behalten, er sehe aber nicht, dass es vorhabe, „die Staatlichkeit der Ukraine zu vernichten“. Dass Russland seine nuklearen Drohungen wahrmache, sei zwar unwahrscheinlich, aber dennoch „das Damoklesschwert, das über der Situation schwebt“. Russland beweise „unglaubliche Entschlossenheit“ und eine „unglaubliche Brutalität, der wir nichts entgegensetzen können“. Man befinde sich auf einer Rutschbahn „zu einem Punkt, wo wir entweder mit einem hohen Blutzoll doch die russischen Ziele akzeptieren oder voll dagegenhalten müssen und dann am Ende auch mit eigenen Soldaten“.
Am 16. Mai 2023 erschien ein Gastbeitrag Varwicks unter dem Titel Der Westen muss seine Ukrainepolitik korrigieren in der Frankfurter Allgemeinen Zeitung. Varwick schrieb darin, die vorbehaltlose Unterstützung der Ukraine durch den Westen sei zwar aus gesinnungsethischer Position berechtigt. Ob sie einer Verhandlungslösung diene, halte er aber für fraglich. Es sei richtig, die Ukraine bei der Verteidigung ihres Existenzrechtes zu unterstützen, aus verantwortungsethischer Sicht müsse aber auch geprüft werden, zu welchem Preis, mit welchen Mitteln und welchen Nebenwirkungen das möglich sei. Zur Vorgeschichte der russischen Invasion schrieb er, der Westen sei vor dem Überfall „nicht zu einem nüchternen Interessenausgleich bereit“ gewesen, sondern habe die „roten Linien“ Russlands ignoriert. Russland habe westlichen Versicherungen, die Ukraine werde kein NATO-Mitglied werden, nicht geglaubt. Eine realistischere Politik des Westens müsse sich nun daran orientieren, „dass sich die Ukraine in einem gewissen Sinne tatsächlich im russischen Einflussgebiet befindet, solange der Westen nicht bereit ist, für sie einen Krieg gegen Russland zu führen.“ Russland gehe es „vermutlich nicht um die Vernichtung der Existenz der Ukraine, sondern um die Zerstörung der Ukraine als von ihm so wahrgenommenen «antirussischen Projekts».“ In der jetzigen Situation müsse akzeptiert werden, dass die Ukraine weder Mitglied der NATO noch Mitglied der Europäischen Union werden könne. Es sei fraglich, ob eine Nuklearmacht in einem Konflikt, den sie aus eigener Sicht „für ihre vitalen Interessen führt und dafür Erhebliches investiert, am Ende verliert“. Auch China werde eine Niederlage Russlands nicht akzeptieren. Ein „Drängen auf einen schnellen Waffenstillstand und die Bereitschaft zu Verhandlungen im Sinne einer Stabilisierung durch einen Neutralitätsstatus sowie die Akzeptanz territorialer Veränderungen“ sei angebracht und auch im Interesse der Ukraine. Es müsse „mit Bescheidenheit zunächst ein Einfrieren dieses Konflikts versucht werden“, eine dauerhafte politische Lösung sei erstmal nachrangig.
Eine ausführlichere, auf seiner Lesart der Theorie des Realismus in den Internationalen Beziehungen basierende Darstellung seiner Position publizierte Varwick in der April-Ausgabe 2023 von Sirius. Zeitschrift für Strategische Analysen. Dabei hielt er fest, dass der Realismus keine vollständige Erklärung bieten könnte, zu „den zentralen Blindstellen dieser Theorie zählen die weitgehende Ausblendung der innenpolitischen Entwicklung Russlands unter Putin sowie die zunehmend imperiale, antiukrainische Ideologie mitsamt der inakzeptablen Negierung der ukrainischen Staatlichkeit.“ Dennoch böte eine realistisch orientierte Untersuchung der Interessen Russlands und der westlichen Politik in der Konfliktgenese einen „analytischen Mehrwert“, der Erkenntnisse für den zukünftigen Umgang mit Russland ermögliche.

### Positionen zur Sicherheitspolitik
Im April 2025 initiierte Varwick gemeinsam mit 15 sicherheitspolitischen Experten die Stellungnahme „Rationale Sicherheitspolitik statt Alarmismus“, über die unter anderen der Stern und der Focus berichteten. Darin heißt es, dass die Sicherheitspolitik Maß und Mitte verlassen habe. Eine verteidigungsfähige Bundeswehr und eine Verbesserung der sicherheitspolitischen Handlungsfähigkeit Europas seien unstrittig notwendig. Dazu gehörten sinnvolle Investitionen in eine defensive Ausstattung der Streitkräfte, die abschrecken, aber nicht weiter das Sicherheitsdilemma verschärfen, sowie eine möglichst einheitliche europäische Sicherheits- und Verteidigungspolitik. Doch der derzeit verbreitete Alarmismus in Teilen der Politik und Medien sei nicht plausibel und basiere auf keiner seriösen Bedrohungsanalyse. Die derzeit verbreitete Panikstimmung, begleitet von einer gigantischen Verschuldung für Aufrüstung, löse Europas Sicherheitsprobleme nicht. Wichtiger sei, den Krieg in der Ukraine mit Hilfe politischer Kompromisse über Verhandlungen zu beenden und danach auf der Basis vorhandener Stärke eine Stabilisierung der europäischen Sicherheitsarchitektur anzustreben, in der nicht nur Aufrüstung und Kriegsvorbereitung, sondern auch die zweite Säule der Sicherheitspolitik – Rüstungskontrolle, vertrauensbildende Maßnahmen und Diplomatie – wieder eine zentrale Rolle spiele.
Zu den Erstunterzeichnern gehörten u. a. Detlef Dzembritzki, Christian Hacke und Herbert Wulf.

## Schriften (Auswahl)
- Sicherheit und Integration in Europa: Zur Renaissance der Westeuropäischen Union. Opladen 1998, ISBN 3-8100-2147-4.
- mit Wichard Woyke: Die Zukunft der NATO: Transatlantische Sicherheit im Wandel. Opladen 2000 (2. Auflage), ISBN 3-8100-2905-X.
- als Hrsg. mit Wilhelm Knelangen: Neues Europa – alte EU? Fragen an den europäischen Integrationsprozess. Opladen 2004, ISBN 3-8100-4127-0.
- als Hrsg.: Die Beziehungen zwischen Nato und EU. Partnerschaft, Konkurrenz, Rivalität? Opladen 2005, ISBN 3-938094-10-9.
- mit Sven Bernhard Gareis: The United Nations. Basingstoke 2005, ISBN 1-4039-3540-8.
- mit Sven Bernhard Gareis: Die Vereinten Nationen: Aufgaben, Instrumente und Reformen. Opladen 2014 (5. Auflage), ISBN 3-8252-8328-3.
- als Hrsg. mit Andreas Zimmermann: Die Reform der Vereinten Nationen. Berlin 2006, ISBN 3-428-12266-6.
- als Hrsg.: European Neighbourhood Policy. Opladen 2007, ISBN 3-86649-125-5.
- Die NATO. Vom Verteidigungsbündnis zur Weltpolizei? München 2008, ISBN 978-3-406-56809-1.
- als Hrsg.: Globale Umweltpolitik. Eine Einführung. Schwalbach 2008, ISBN 978-3-89974-411-8.
- als Hrsg.: Sicherheitspolitik. Eine Einführung. Schwalbach 2009, ISBN 978-3-89974-481-1.
- mit Anton Pelinka: Grundzüge der Politikwissenschaft. Wien/Köln/Weimar 2010 (2. Auflage), ISBN 978-3-8385-2613-3.
- als Hrsg.: Die Europäische Union. Krise, Neuorientierung, Zukunftsperspektiven. Schwalbach 2011, ISBN 978-3-89974-728-7.
- als Hrsg.: Streitthema Energiewende. Nachhaltigkeit, Energieeffizienz und ökonomische Aspekte. Schwalbach 2013, ISBN 978-3-89974-928-1.
- als Hrsg. mit Peter Massing: Regierungssysteme. Eine Einführung. Schwalbach 2013, ISBN 978-3-89974-853-6.
- als Hrsg.: Krieg und Frieden. Eine Einführung Schwalbach 2014, ISBN 978-3-7344-0023-0.
- als Hrsg.: Die Vereinten Nationen. Herausforderungen, Chancen und Reformkonzepte. Ausgewählte Aufsätze von Helmut Volger. Baden-Baden 2014, ISBN 978-3-8487-1491-9.
- als Hrsg. mit Hans-Jürgen Bieling, Peter Massing, Kerstin Pohl, Stefan Schieren: Kursbuch Politikwissenschaft. Einführung, Orientierung, Trends. Schwalbach 2015, ISBN 978-3-7344-0047-6.
- als Hrsg. mit Wichard Woyke: Handwörterbuch Internationale Politik. Opladen 2015 (13. Auflage), ISBN 978-3-8252-4518-4.
- mit Eberhard Eichenhofer, Jana Windwehr und Manuel Wäschle: Europäisierung der Alterssicherungspolitik: Up-, down- und interload-Prozesse zwischen Mitgliedstaaten und europäischer Ebene. Leverkusen 2016, ISBN 978-3-8474-0510-8.
- Weltordnung. Frankfurt/M. 2018, ISSN 2190-362X.
- NATO in (Un-)Ordnung. Wie transatlantische Sicherheit neu verhandelt wird. Schwalbach 2017, ISBN 978-3-7344-0488-7.
- als Hrsg. mit Sabine Achour, Hans-Jürgen Bieling, Peter Massing, Stefan Schieren: Kursbuch Politikwissenschaft I: Grundkenntnisse und Orientierung, Frankfurt am Main 2022 (2. Auflage), ISBN 978-3-8385-5828-8.
- mit Kersten Lahl: Sicherheitspolitik verstehen, Handlungsfelder, Kontroversen und Lösungsansätze. Frankfurt am Main 2022 (3. Auflage), ISBN 978-3-7344-1490-9.
- als Hrsg. mit Sabine Achour, Hans-Jürgen Bieling, Stefan Schieren, Ina Schildbach: Kursbuch Politikwissenschaft II: Forschungs und Politikfelder, Frankfurt am Main 2024, ISBN 978-3-8252-6184-9.
- als Hrsg.: Die Debatte um US-Mittelstreckenraketen in Deutschland. Sicherheitspolitische Weichenstellungen der Jahre 2024/2025, Opladen 2025, ISBN 978-3-8474-3130-5.
- Internationale Beziehungen für Dummies, Weinheim 2025, ISBN 978-3-527-72192-4.